# Сенатор Нило Коэлью (аэропорт)
Аэропорт Сенатор Нило Коэлью (порт. Aeroporto Senador Nilo Coelho) также известен под названием Аэропорт Петролина (Aeroporto de Petrolina) (Код ИАТА: PNZ) — бразильский аэропорт, обслуживающий муниципалитеты Петролина, Пернамбуку и Жуазейру. Находится в 9 километрах от центра города Петролина. 
Аэропорт назван в честь сенатора Нило ди Соузы Коэлью (Nilo de Sousa Coelho) (1920-1983), родившегося в городе Петролина.

## История
Аэропорт используется для экспорта свежих фруктов из долины, где находится река Сан-Франсиску в Европу и США. 
Этот аэропорт также выполняет ежедневные прямые рейсы в такие районы как Ресифи, Салвадор и Сан-Паулу.

## Авиалинии и направления
| Авиалинии      | Назначения                                |
| -------------- | ----------------------------------------- |
| Avianca Brasil | Ресифи, Салвадор, Сан-Паулу (Гуарульос)   |
| GOL            | Ресифи, Сан-Паулу (Гуарульос)             |
| TAM            | Бразилиа, Ресифи, Рио-де-Жанейро (Галеан) |
| TRIP           | Салвадор                                  |